# Hugh Doherty
Hugh Doherty (Buncrana, 5 de mayo de 1921 - ibídem, 29 de septiembre de 2014) fue un futbolista irlandés que jugaba en la demarcación de extremo.

## Biografía
Debutó como futbolista en 1939 a los 18 años con el Derry City FC. Un año después fichó por el Dundalk FC. En 1942 ganó la Copa de Irlanda con el club ganando en la final al Cork United por 3-1 en Dalymount Park. En 1946 fichó por el Celtic FC, con el que solo jugó tres partidos. Posteriormente se fue al Blackpool FC, y finalmente en 1949 al Raith Rovers FC, con el que ganó la Primera División de Escocia, retirándose al final de temporada tras sufrir una lesión.
Falleció el 29 de septiembre de 2014 a los 93 años de edad. Hasta la fecha de su muerte, era el futbolista más veterano del Celtic FC.

## Clubes
| Club            | País       | Año         |
| --------------- | ---------- | ----------- |
| Derry City FC   | Irlanda    | 1939 - 1940 |
| Dundalk FC      | Irlanda    | 1940 - 1946 |
| Celtic FC       | Escocia    | 1946 - 1947 |
| Blackpool FC    | Inglaterra | 1947 - 1949 |
| Raith Rovers FC | Escocia    | 1949        |

## Palmarés

### Campeonatos nacionales
| Título                      | Club            | País    | Año  |
| --------------------------- | --------------- | ------- | ---- |
| Copa de Irlanda             | Dundalk FC      | Irlanda | 1942 |
| Primera División de Escocia | Raith Rovers FC | Escocia | 1949 |